# معاهدة الويبو بشأن الأداء والتسجيل الصوتي
معاهدة الويبو بشأن الأداء والتسجيل الصوتي هي معاهدة دولية وقعتها الدول الأعضاء في المنظمة العالمية للملكية الفكرية، واعتمدت في جنيف بسويسرا في 20 ديسمبر 1996. دخلت حيز التنفيذ في 20 مايو 2002. اعتبارا من ديسمبر 2014 فقد صدق على المعاهدة 94 دولة.
اعتمدت الاتفاقية من أجل هدف تطوير والحفاظ على حماية حقوق فناني الأداء ومنتجي التسجيلات الصوتية بطريقة فعالة وموحدة. إن هذه المعاهدة لم تخل بالتزامات الأطراف المتعاقدة بعضها تجاه البعض الآخر بناء على الاتفاقية الدولية لحماية فناني الأداء ومنتجي التسجيلات الصوتية وهيئات الإذاعة المبرمة في روما بإيطاليا 26 أكتوبر 1961. المادتان 18 و 19 من الاتفاقية تقدم التزامات مماثلة لفناني الأداء ومنتجي التسجيلات الصوتية للدول المتعاقدة نحو المنصوص عليه في المادتين 11 و 12.